# Gare de Milwaukee
La gare de Milwaukee (ou Milwaukee Intermodal Station) est un pôle multimodal des États-Unis situé à Milwaukee dans l'État du Wisconsin. Il regroupe une gare ferroviaire et routière.

## Situation ferroviaire

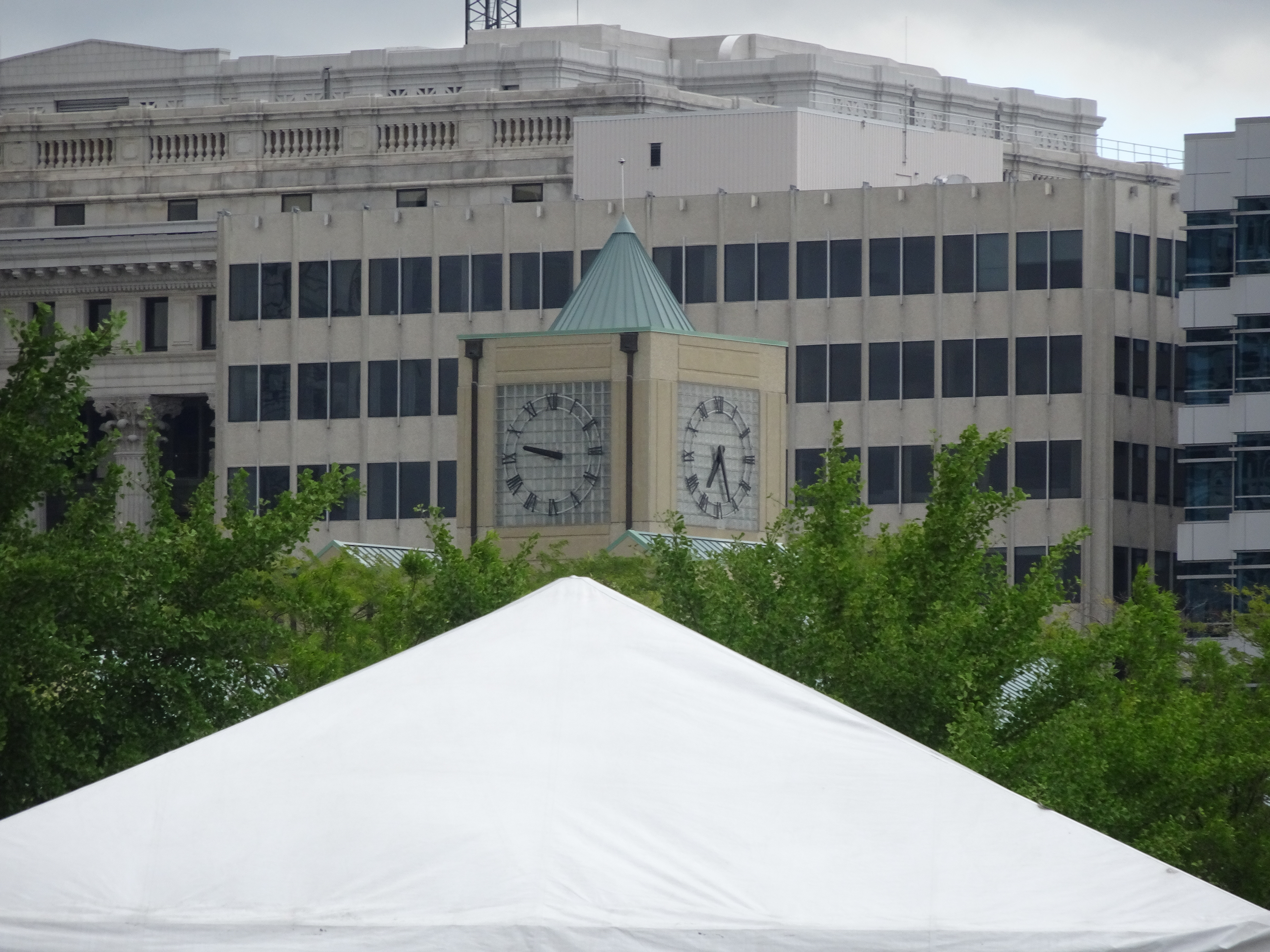
Tour de l'horloge du Centre de transit du Milwaukee (Milwaukee Transit Center)

## Histoire
La gare a été mise en service en 1965 sous le nom de Union Station par le Chicago, Milwaukee, St. Paul and Pacific Railroad pour remplacer l'Everett Street Depot. En 1966, le Chicago and North Western Railway ferma le Lake Front Depot à Milwaukee pour déplacer ses activités dans le nouveau bâtiment ferroviaire. La gare a été rénovée en novembre 2007 et devint le Milwaukee Intermodal Station.

## Service des voyageurs

### Desserte
- Ligne d'Amtrak[1]:
  - Le Hiawatha Service: Milwaukee - Chicago
  - L'Empire Builder: Seattle/Portland - Chicago

### Intermodalité
La gare propose plusieurs services de bus régionaux et longues distances : Coach USA/Wisconsin Coach Lines, lignes Greyhound, Jefferson Lines, Indian Trails, Lamers, et Megabus.